# Kleinokrilla

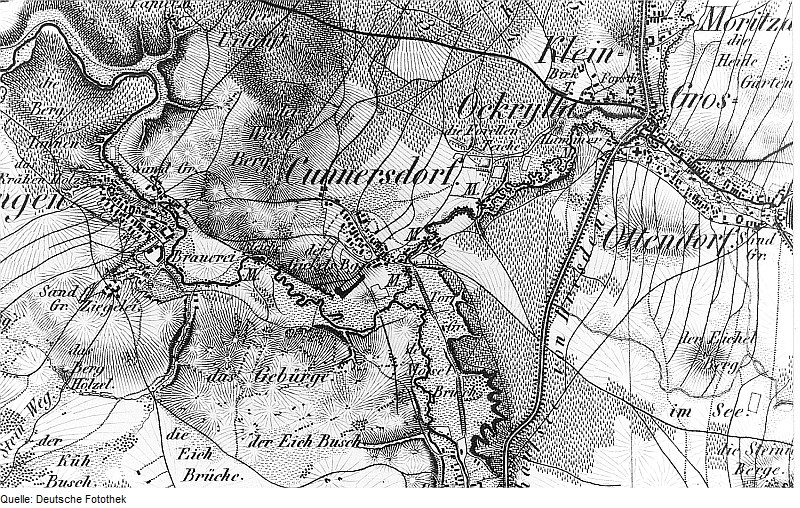
„Klein-Ockrylla“ auf einer Karte aus dem 19. Jahrhundert

Kleinokrilla ist ein Teil des Ortsteils Ottendorf-Okrilla in der gleichnamigen Gemeinde im Landkreis Bautzen in Sachsen.

## Geographie
Kleinokrilla liegt in der gleichnamigen Gemarkung im Nordosten der Gemeinde Ottendorf-Okrilla nördlich von Dresden. Benachbarte Orte sind die Ottendorf-Okrillaer Ortsteile Großokrilla im Osten, Moritzdorf im Norden sowie Cunnersdorf im Westen. Der Kleinokrillaer Dorfkern liegt westlich der Bundesstraße 97 an der Bergstraße. Am Großokrillaer Haltepunkt Ottendorf-Okrilla hat Kleinokrilla Anschluss an die Bahnstrecke Dresden-Klotzsche–Straßgräbchen-Bernsdorf. 

## Geschichte
Der Ortsname fand 1453 erstmals Erwähnung als „die Okryll“. Er ist altsorbischen Ursprungs und leitet sich von *okrugla („rund“, „kreisförmig“, vgl. Okrug für „Kreis“) ab. Er bedeutet somit „Siedlung auf/bei der Rundung“, meinte aber zunächst nur das heutige Großokrilla. Im 17. Jahrhundert begann die Unterscheidung zwischen Groß- und Kleinokrilla. „Kleinen Ockrüll“ wird 1654 erstmals genannt, 1748 heißt der Ort dann „Klein Okrylla“.
Kleinokrilla entstand vermutlich im 17. Jahrhundert als platzartige Häuslersiedlung westlich von Okrilla und war von einer 42 Hektar großen gewannähnlichen Streifenflur umgeben. Eingepfarrt war es ins nahe Ottendorf. Die Verwaltung des Amtsdorfes oblag dem Amt Radeberg. Im Jahre 1856 gehörte Kleinokrilla dann zum Gerichtsamt Radeberg und kam danach zur Amtshauptmannschaft Dresden, aus der der Kreis Dresden-Land hervorging. Auf Grundlage der Landgemeindeordnung von 1838 erlangte Kleinokrilla seine Selbstständigkeit als Landgemeinde. Am 1. April 1921 kam Kleinokrilla durch Eingemeindung zur Gemeinde Ottendorf-Moritzdorf, die sich drei Monate später mit Großokrilla zu Ottendorf-Okrilla vereinigte. Nach der Auflösung des Kreises Dresden-Land kam die Gemeinde zum Landkreis Kamenz, der wiederum 2008 dem Landkreis Bautzen angegliedert wurde.

## Einwohnerentwicklung
| Jahr | Einwohner               |
| ---- | ----------------------- |
| 1748 | 11 Häusler              |
| 1834 | 67                      |
| 1871 | 90                      |
| 1890 | 97                      |
| 1910 | 245                     |
| 1925 | siehe Ottendorf-Okrilla |